# Transformers: Zemsta upadłych (gra komputerowa)
Transformers: Zemsta upadłych (ang. Transformers: Revenge of the Fallen) – gra third-person shooter stworzona przez studio Luxoflux na podstawie filmu Transformers: Zemsta upadłych. Za port na komputery osobiste odpowiedzialne było studio Beenox Inc. Gra wydana została przez Activision 23 czerwca 2009 roku na wszystkich platformach docelowych.

## Rozgrywka
Podobnie jak w Transformers: The Game, w Zemście upadłych dostępne są dwie kampanie fabularne, różne dla autobotów i deceptikonów. Gra rozwija fabułę filmu o dodatkowe misje i postaci. W odróżnieniu od poprzedniczki, fabuła rozwija się w sposób nieliniowy, pozwalając graczowi na wybranie misji, które chce przejść w następnej kolejności. W grze znalazł się również tryb wieloosobowy oferujący pięć trybów zabawy, w tym deathmatch i drużynowy deathmatch.

## Produkcja
W angielskiej wersji gry głosów większości postaci użyczyli aktorzy odtwarzający je w filmach, w tym m.in. Shia LaBeouf i Megan Fox. Wyjątkami są Josh Duhamel (major Lennox) oraz Hugo Weaving, udzielający w filmach głosu Megatronowi, zastąpiony przez Franka Welkera. Ponieważ w filmach podkładał on głos pod Devastatora, w grze postać ta przemawia głosem Freda Tatasciore’a. Za muzykę odpowiada zespół Julien-K, którego utwór wcześniej znalazł się w filmie Transformers.

## Odbiór
Gra – w zależności od platformy – spotkała się z mieszanym lub negatywnym przyjęciem ze strony krytyków. Większość recenzentów była zachowawcza w ocenie gry, opisując ją jako słabą bądź przeciętną, chociaż chwalono niektóre jej elementy. Thierry Nguyen z serwisu 1UP.com stwierdził, że mimo wszystko jest lepsza od swojej poprzedniczki, z kolei recenzent „Game Pro” w podsumowaniu napisał, że mimo wszystkich wad, Zemsta upadłych jest produkcją wartą rozważenia dla fanów transformerów.
W 2009 roku gra nominowana była do dwóch Spike Video Game Awards – Shia LaBouf otrzymał nominację w kategorii „najlepsza rola męska”, zaś Megan Fox zwyciężyła w kategorii „najlepsza rola żeńska”.